# Staplefield
Staplefield – wieś w Anglii, w hrabstwie West Sussex, w dystrykcie Mid Sussex. Leży 48 km na północny wschód od miasta Chichester i 53 km na południe od Londynu.